# بلديات ولاية غليزان
بلديات ولاية غليزان

## بلديات الولاية
- غليزان ·
- بن داود
- يلل ·
- سيدي سعادة ·
- عين الرحمة ·
- القلعة
- المطمر ·
- بلعسل ·
- سيدي خطاب ·
- سيدي امحمد بن عودة
- منداس ·
- واد السلام ·
- سيدي لزرق
- الحمادنة ·
- واد الجمعة
- جديوية ·
- حمري ·
- أولاد سيدي الميهوب
- وادي ارهيو ·
- المرجة ·
- واريزان ·
- لحلاف
- مازونة ·
- القطار
- سيدي امحمد بن علي ·
- بني زنطيس ·
- مديونة
- عمي موسى ·
- الولجة ·
- أولاد يعيش ·
- الحاسي
- عين طارق ·
- حد الشكالة
- الرمكة ·
- سوق الحد
- زمورة ·
- دار بن عبد الله ·
- بني درقن

## وصلة خارجية
- بلديات ولاية غليزان

## طالع ايضا
- الونشريس
- سهل مينا
- سهل الشلف السفلي